# モックオブジェクト
モックオブジェクト（Mock Object）とは、ソフトウェアテスト時、特にテスト駆動開発、ビヘイビア駆動開発における代用の下位モジュールスタブの一種。スタブと比較して、検査対象のモジュールがその下位モジュールを正しく利用しているかどうかを検証するのに使われる。